# رضا صراف‌زاده
رضا صراف‌زاده یزدی بازرگان، سیاستمدار، مؤسس کارخانجات نساجی جنوب و نماینده مردم یزد در مجلس شورای ملی بود.

## زندگی
رضا صراف‌زاده در سال ۱۲۷۸ در یزد متولد شد، در جوانی علوم دینی را تا حدود سطح به پایان برد و در ضمن انجام کارهای بازرگانی به تحصیل نیز می‌پرداخت. وی از آغاز دوره پهلوی دوم تا و قایع پس از کودتای ۲۸ مرداد ۱۳۳۲ نقش و حضور فعالی در عرضه سیاست داشت. صراف‌زاده از دوستان سید ضیاءالدین طباطبایی و سید کاظم جلیلی، نمایندگان یزد در مجلس شورای ملی به حساب می‌آمد. او برای نخستین بار در دوره هفدهم وارد مجلس شورای ملی شد و نمایندگی مردم یزد را تا دوره بیستم بر عهده داشت و در این دوران به حمایت از سیاست انگلیس و آمریکا در مجلس می‌پرداخت، به همین دلیل نیز لقب مارشال مجلس به وی داده شد. رضا صراف‌زاده از کسانی بود که پس از شهریور ۱۳۲۰ مقدمات بازگشت سید ضیاء را از فلسطین به ایران فراهم کرد و او را در منزل خود که محل ملاقات سیدضیاء با درباریان بود، جا داد و از وی در تأسیس حزب اراده ملی حمایت مالی و سیاسی فراوانی نمود. از دیدگر اقدامات وی می‌توان به حمایت از سپهبد زاهدی برای به قدرت رسیدن پس از کودتای ۲۸ مرداد اشاره نمود.
رضا صراف‌زاده پس از انقلاب سال ۱۳۵۷ بازداشت و به گلپایگان تبعید شد و پس از آزادی از زندان در سال ۱۳۶۷ در تهران در گذشت. منزل شخصی او در یزد به موزه قصر آیینه تبدیل شده است.